# کمدی دلهره‌آور
کمدی دلهره آور یک سبک متقابل است که ژانرهای کمدی و دلهره آور است. این ژانر اغلب یک لحن تیره تر نسبت به ژانرهای دیگر کمدی دارد. درست مثل دلهره آورهای معمولی، آنها اغلب شامل جرایم سازمان یافته یا جاسوسی می باشد.
نمونه هایی از کمدی دلهره آور در فیلم ها، نمایشنامه ها و رمان ها عبارتند از: معما ،  مرد لاغر ، خانم ناپدید میشود ، در بروژ ، نقره ای ، آقا و خانم اسمیت ، هیچ راهی برای درمان پیرزن نیست ، بوس بوس بنگ بنگ ، لحظه به لحظه ، رفع بزرگ ، شماره شانس اسلوین ،  تله مرگ ، قاتلین پیرزن ، لی لی ، به کالینوود خوش آمدید ، سلطان کمدی  و یک لطف ساده . 